# Paul-Grüninger-Stadion
Paul-Grüninger-Stadion – stadion piłkarski w St. Gallen, w Szwajcarii. Został otwarty 21 maja 1911 roku. Może pomieścić 3900 widzów, z czego 900 miejsc jest siedzących. Swoje spotkania na stadionie rozgrywają piłkarze klubu SC Brühl St. Gallen.